# 丁魁楚
丁魁楚（1563年—1647年），字中翹，號光三，聖名路加（拉丁語：Lucas)，河南永城馬牧鄉丁老家村人，祖籍山東諸城，明朝政治人物，進士出身。

## 生平
萬曆四十年（1612年）鄉試中舉人，萬曆四十四年（1616年）登丙丑科進士。初官戶部陝西司主事。善事权要。崇祯四年（1631年）春，以右僉都御史為保定巡撫，崇祯七年（1634年）任兵部右侍郎，代傅宗龍任總督薊、遼、保定軍務。崇祯九年（1636年）七月，因後金入塞，畿輔被兵，魁楚被究失機之責遣戍，崇祯十一年（1638年）之後釋放。
崇禎十七年（1644年）五月，甲申國難後，由福王朱由崧即帝位，同年十月，以原官起用，以兵部右侍郎總督河南、湖廣兼巡撫承天、德安、襄陽等地，未及赴任，隨即代沈猶龍任廣東巡撫，總督兩廣軍務。
隆武元年（1645年），唐王朱聿鍵於福州稱帝，命丁魁楚以原官協理戎政，尋加兵部尚書，太子太保，賜尚方寶劍。靖江王朱亨嘉於桂林反叛，攻下梧州，監禁廣西巡撫瞿式耜，丁魁楚檄令思恩參將陳邦傳等突襲朱亨嘉，於桂林捕獲朱亨嘉押送福州。隆武帝封丁魁楚為平粵伯，仍留鎮兩廣。
唐王滅亡後，丁魁楚與瞿式耜、兵部尚書呂大器等擁立桂王朱由榔在廣東肇慶稱帝，是為永曆帝，進東閣大學士，兼理戎政。丁魁楚派軍士在肇慶靈羊峽一帶挖掘端硯，並將其製成精美的硯台。清兵南下攻下廣州，進逼肇慶，丁魁楚奉永曆帝逃亡梧州，隨即又改道去岑溪，因錙重太多，有船三百餘艘載黃金二十萬兩、白金二百四十餘萬兩，被清將李成棟追上，丁魁楚投降。李成棟與丁魁楚曾經結怨，李成棟於是殺魁楚家人數百人。魁楚乞求饒恕保全一個兒子，李成棟笑說：「汝身且莫保，尚求活人耶？」一併被殺。幼孫為李成棟部將羅成曜收養。

## 家庭及關連
侄子丁啟睿，字性如，號聖臨，官至兵部尚書。

### 引用
1. ↑  錢澄之《所知錄》卷二記：“吾猶見其一孫才數歲，為羅成曜養子。”
2. ↑  華復蠡《兩廣紀略》記：“人言：魁楚官囊精銀八十萬，珍珠金寶番貨十倍之。所遺二孫聞在李氏官頭家做奴仆，見其自言姓丁，又打頭半死云。”
3. ↑  一門兩尚書[永久]